# パーソナルコンピュータ製品一覧
パーソナルコンピュータ製品一覧（パーソナルコンピュータせいひんいちらん）は、パーソナルコンピュータの製造メーカー、現在の製品および歴代の機種の一覧である。

## 主な製造企業
五十音順。コンピュータ・情報関連企業設立の年表も参照。
- IBM
  - 日本アイ・ビー・エム
- Apple
- エイサー
- MCJ
  - マウスコンピューター
    - iiyama

  - ユニットコム（旧：アロシステム）
    - TWOTOP
    - パソコン工房
    - Faith
- オンキヨー
  - ソーテック
- ゲートウェイ
  - イーマシーンズ
  - コモドール
- 工人舎
- サイコム
- シャープ
- セイコーエプソン（エプソンダイレクト）
- VAIO
- ソルダム
- デル
- 東芝
- Dynabook
- 日本電気（NEC）
- パナソニック
- ピクセラ
- 日立製作所
- ヒューレット・パッカード（HP）
  - コンパック
- 富士通
- KOUZIRO
- レノボ
- ドスパラ
- ツクモ
- ASUS
- MSI
- マイクロソフト
- pasoul（パソウル）

## 現在の製品
- マイクロソフト
  - Microsoft Surface
- Apple
  - iMac - デスクトップパソコン
  - Mac mini - デスクトップパソコン
  - Mac Pro - デスクトップパソコン
  - MacBook - ノートパソコン
  - MacBook Pro - ノートパソコン
- NEC
  - LAVIE - デスクトップとノートパソコン
- エイサー
  - Aspire
  - Aspire One
  - TravelMate
  - Veriton
- ASUS
- エプソンダイレクト
  - Endeavor
- オンキヨー（ソーテックからブランド継承）
  - PC STATION]- デスクトップパソコン
  - Winbook - ノートパソコン
  - e-three - 法人向け
- VAIO（ソニーからブランド継承）
  - VAIO
- デル
  - Dimension - デスクトップパソコン
  - Dell Inspiron - ノートパソコン
  - OptiPlex - デスクトップパソコン
  - Latitude - ノートパソコン
- Dynabook（東芝からブランド継承）
  - T/X/Cシリーズ - ノートパソコン
  - Z/G/Sシリーズ - モバイルノートパソコン
  - Kシリーズ - 2in1ノートパソコン
  - Bシリーズ - 法人向けノートパソコン
  - G/S/U/P/Rシリーズ - 法人向けモバイルノートパソコン
  - D/VC/Kシリーズ - 法人向け2in1ノートパソコン
  - dynaDesk DT・EQUIUM - 法人向けデスクトップパソコン
  - DE100 - 法人向けモバイルエッジ（英語版）パソコン
- パナソニック
  - Let's note - ノートパソコン
  - TOUGHBOOK - ノートパソコン
- HP
  - HP Business Desktop - デスクトップパソコン
  - HP Compaq Business Desktop - デスクトップパソコン
  - HP Compaq - ノートパソコン
  - HP Notebook - ノートパソコン
- 富士通
  - FMV
    - 個人向け
      - FMV-DESKPOWER、FMV-TEO - デスクトップパソコン
      - FMV-BIBLO - ノートパソコン
      - FMV-BIBLO LOOX - ノートパソコン

    - 法人向け
      - FMV-ESPRIMO - デスクトップパソコン
      - FMV-LIFEBOOK - ノートパソコン
      - FMV-STYLISTIC - タブレットPC
      - FMVバリューシリーズ
      - FMVシンクロクライアント
      - FMVロングライフパソコン
- レノボ（IBMからブランド継承）
  - ThinkCentre - デスクトップパソコン
  - ThinkPad - ノートパソコン
- MCJ
- サードウェーブ

## 歴代規格・機種
パーソナルコンピュータ史も参照。

### 規格名
- MSX - 1983年に提唱されたパソコンの仕様
- AXパソコン - 1986年に提唱されたパソコンの仕様
- PC/AT互換機 - 1984年頃から登場。現在のWindowsパソコンの先祖

### 機種
- IBM
  - IBM PC - 1981年
  - PC/XT - 1983年
  - マルチステーション5550 - 1983年（日本独自仕様）
  - PC/AT - 1984年
  - PCjr - 1984年
  - JX - 1984年（PCjrベースの日本仕様）
  - IBM PS/2 - 1987年
  - PS/55 - 1987年（PS/2ベースの日本仕様）
  - PS/1 - 1990年
  - PS/ValuePoint - 1992年
  - PS/V - 1992年（日本のみ）
  - ThinkPad - 1992年
  - IBM PC Series - 1994年（初代IBM PCとは別物）
  - Aptiva - 1995年
  - NetVista - 2000年
  - ThinkCentre - 2003年
- オズボーン・コンピュータ
  - Osborne 1 - 1981年
- アップルコンピュータ
  - Apple I - 1976年
  - Apple II - 1977年
  - Apple III - 1980年
  - Lisa - 1983年
  - Macintosh（Macintosh） - 1984年
  - Power Mac - 1994年
  - PowerBook - 1994年
  - Performa - 1992年〜1997年
  - iMac - 1998年
  - iBook - 1998年
- アドテックシステムサイエンス
  - COMKIT8061 - 1978年
- エイサー
  - Acer1100/915X
  - Iconia Tab
- NEC - NECのパーソナルコンピュータ一覧も参照。
  - TK-80 - 1976年
  - TK-80BS - 1977年
  - COMPO BS/80 - 1978年
  - PC-8000シリーズ
    - PC-8001  - 1979年
    - PC-8001mkII - 1983年
    - PC-8001mkIISR - 1985年

  - PC-6000シリーズ
    - PC-6001 - 1981年
    - PC-6001mkII - 1983年
    - PC-6001mkIISR - 1984年

  - PC-8800シリーズ
    - PC-8801 - 1981年
    - PC-8801mkII - 1983年
    - PC-8801mkIISR - 1985年

  - N5200/N5300シリーズ - 1981年〜（PC-88/98とは別系統のパソコン。主にメインフレームのクライアント用）
  - PC-9800シリーズ - 1982年
  - PC-100 - 1983年
  - PC-6600シリーズ - 1983年
  - PC-9821シリーズ - 1993年
  - Mateシリーズ - 1993年
  - VALUESTARシリーズ - 1995年
  - PC98-NXシリーズ - 1997年
  - ValueOneシリーズ
  - VersaProシリーズ
- 沖電気
  - if800 - 1980年
  - if 386AX/486VX
- オリベッティ
  - P60-40 - 1979年
  - Modulo
- カシオ計算機
  - FX-9000P - 1981年
  - FP-1100 - 1982年
  - AX-8000
- キヤノン
  - NAVI - 1987年
  - AXi
  - INNOVA
- キヤノン販売（現：キヤノンマーケティングジャパン）
  - AX-1,BX-1/3,CX-1 - 1978年
  - AS-100/300/300II
  - Macintosh 512K - 1985年
- コモドール
  - KIM-1 - 1976年
  - PET 2001/CBM-3000 - 1977年
  - w:Commodore VIC-20 - 1980年
  - VIC-1001 - 1980年（VIC-20の日本仕様）
  - コモドール64 - 1982年
  - MAX MACHINE - 1982年（日本向け製品）
  - コモドール16/116 - 1984年
  - コモドール128 - 1985年
  - アミーガ（アミガ、 Amiga） - 1985年
- コンパック
  - Contura
  - DeskPro
  - Presario
  - ProLinear
- 三洋電機
  - PHC-1000/3100 - 1979年
  - FDS-1000
  - MBC-2000/3000
  - PHC-10 - 1982年
  - PHC-20 - 1982年
  - PHC-25 - 1983年
  - MBC-6800
  - MBC-18
  - Winkey
- システムズフォーミュレート
  - BUBCOM80 - 1981年
- シャープ
  - MZ-40K - 1978年
  - MZシリーズ
    - MZ-80K - 1978年
    - MZ-700 - 1982年
    - MZ-800 - 1984年
    - MZ-1500 - 1984年
    - MZ-2000 - 1982年
    - MZ-2200 - 1982年
    - MZ-2500 - 1985年
    - MZ-2861 - 1987年

  - PC-3100S/PC-3200 - 1981年
  - X1シリーズ - 1982年
  - X68000シリーズ - 1987年
  - AX386,AX486
  - Mebius - 1995年
- シンクレア・リサーチ（Sinclair）
  - ZX-81 - 1981年
  - ZX Spectrum - 1982年
- セイコーエプソン（信州精器）
  - HC-20 - 1982年
  - EPSON QCシリーズ - 1983年（CP/M搭載機）
  - EPSON PCシリーズ - 1987年（PC9801互換機）
- セガ
  - SC-3000 - 1983年
  - テラドライブ - 1991年
- SORD（現：東芝パソコンシステム）
  - m5 - 1982年
  - m5 pro - 1983年
  - m5 Jr - 1983年
  - M23
  - M68
  - M100
  - M200
  - M220
  - M243
  - M343
  - M685
  - Future32
  - SR-3300
- ソニー
  - HiTBiT
    - SMC-70 - 1982年
    - SMC-777 - 1983年

  - Quarter L - 1989年
  - VAIO - 1997年～2014年
  - BitPlay - 2001年（PC/AT互換AVコンポ）
- タンディラジオシャック
  - TRS-80シリーズ - 1977年
- テキサス・インスツルメンツ
  - TI-99/4A - 1981年
- DEC
  - Rainbow 100 - 1982年
  - DECpc
  - Venturis
  - Celebris
  - HiNote
- 東芝
  - EX-80 - 1977年
  - EX-80/BS - 1978年
  - パソピア - 1981年
  - パソピア7 - 1983年
  - パソピア16 - 1982年
  - J-3100シリーズ - 1987年
  - ダイナブック - 1989年
  - Qosmio
  - リブレット
  - EQUIUM
- トミー（現：タカラトミー）
  - ぴゅう太 - 1982年
- パナファコム（現：PFU）
  - Lkit-16 - 1977年
  - C-15/15E/180/280/380
- 日立製作所
  - H68/TR - 1977年
  - ベーシックマスター/LII, LII2, LIII, Jr, L3Mk5 - 1978年
  - 日立フローラ
  - MB-S1 - 1984年
  - ベーシックマスター16000,B-16/32- 1982年
  - Prius - 1994年～2007年
- 富士通 - 富士通クライアントコンピューティングも参照。
  - Lkit-8 - 1977年
    - NEW Lkit-8

  - FACOM/II/Σ/Λ- 1981年
  - FM-8 - 1981年
  - FM-7 - 1982年
  - FM-77 - 1984年
  - FM-11 - 1982年
  - FM-16β - 1984年
  - FMRシリーズ - 1987年
  - FM TOWNS - 1989年
  - FM TOWNS マーティー - 1993年
  - FMV - 1993年
- 松下電器産業（現：パナソニック）
  - C-18,Operate6000/7000/8000 - 1981年
  - Panacom M - 1987年
  - WiLL PC - 1999年
- 松下通信工業（現：パナソニック モバイルコミュニケーションズ）
  - KX-33
  - my brain 700/800 - 1978年
  - JR-100 - 1981年
  - JR-200 - 1982年
  - my brain 3000 - 1982年
  - JB5000シリーズ - 1984年
- 三菱電機
  - apricot
  - Pedion
  - AMiTY
  - MULTI 16シリーズ - 1981年
  - MULTI8 - 1983年
  - MAXY
- ヤマハ
  - YIS
- ユニシス
  - Aquanta
- UNIVAC
  - UP10E, UP10Q
- 横河ヒューレットパッカード
  - YHP-20
  - Vectra D - 1986年（独自の日本語対応PC/AT互換機）
- ロジックシステムズ
  - MP-80
  - iBEX-7000
- ワコーインターナショナル
  - MARVEL2000 - 1978年